# Addi Feuerstein
Adam „Addi“ Feuerstein, auch Addy Feuerstein und Adi Feuerstein (* 30. Mai 1927 in Mannheim) ist ein deutscher Jazzmusiker (Altsaxophon, Flöte, auch Vibraphon), Arrangeur und Komponist.

## Leben
Feuerstein erhielt ab dem achten Lebensjahr Klavier- und Akkordeonunterricht. Von 1942 bis 1945 wurde er an der Heeresmusikschule in Bückeburg unterrichtet; ab 1945 studierte er an der Musikhochschule Mannheim, um dann als Musiker und Bandleader tätig zu sein.  1957 holte ihn Eddie Sauter als Saxophonist in das SWF-Tanzorchester. Seit 1959 gehörte er zum (unter anderem von Dave Hildinger geleiteten) RIAS-Tanzorchester. Joachim Ernst Berendt holte ihn für die Produktionen der Berlin Dream Band mit Oliver Nelson, Stan Kenton und Gil Evans während der Berliner Jazztage. Auch spielte er in den Bands von Helmut Brandt, Wolfgang Lauth und Günter Noris. Er komponierte und arrangierte Jazz, Tanz- und Popmusik für die Rundfunktanzorchester. Als Solist ist er auf Alben mit Inge Brandenburg, Hildegard Knef, Reinhard Mey, Schobert & Black, Toots Thielemans, Rolf-Hans Müller, Zoot Sims, der RIAS Big Band und der Berlin Dreamband zu hören.

## Lexikalische Einträge
- Jürgen Wölfer: Jazz in Deutschland. Das Lexikon. Alle Musiker und Plattenfirmen von 1920 bis heute. Hannibal, Höfen 2008, ISBN 978-3-85445-274-4.